# Yerseke Moer
De Yerseke Moer is een veenweidegebied in de Nederlandse provincie Zeeland op Zuid-Beveland, tussen Yerseke, Wemeldinge en Kapelle. Het gebied van 484 hectare, ten oosten van het Kanaal door Zuid-Beveland, is in het bezit van de Stichting Het Zeeuwse Landschap.

De Yerseke Moer is een recente benaming voor de moeren ten westen van Yerseke, die van oudsher met de  Kapelse en  Vlaakse Moeren een aaneengesloten gebied vormde. Het is een oudlandgebied, het geheel van oude kreekruggronden, oude poelgronden, schorren en hun geleidelijke overgangen, waaromheen de eerste bedijkingen tot stand zijn gekomen.
Naast de moeren ten westen van Yerseke kende Zuid-Beveland de ‘wilde moeren’, ten oosten van Yerseke. Deze moeren waren gesitueerd in het huidige Verdronken Land van Zuid-Beveland, 
De Yerseke moeren werden zo'n 1000 jaar geleden door een ringdijk van de zee afgesloten. Het gebied bestaat uit weilanden met hoogteverschillen. Toch is de oorspronkelijke structuur van het schorrencomplex nog te herkennen.
De weilanden liggen op zanderige kreekruggen en lagere komgrond. Bovenop ligt een dunne kleilaag die op een dikke veenlaag ligt.
De grotere kreken zijn vóór de bedijking samen met de aangrenzende oeverwallen omgevormd tot brede kreekruggen. Op deze grote kreekruggen en in de vroegere beddingen zijn vaak wegen aangelegd. De aangrenzende hoge oeverwallen zijn vaak als landbouwakkers in gebruik genomen.
In de laaggelegen kommen was alleen weideland mogelijk, vooral door de aanwezigheid van een zoute veenlaag in de ondergrond.

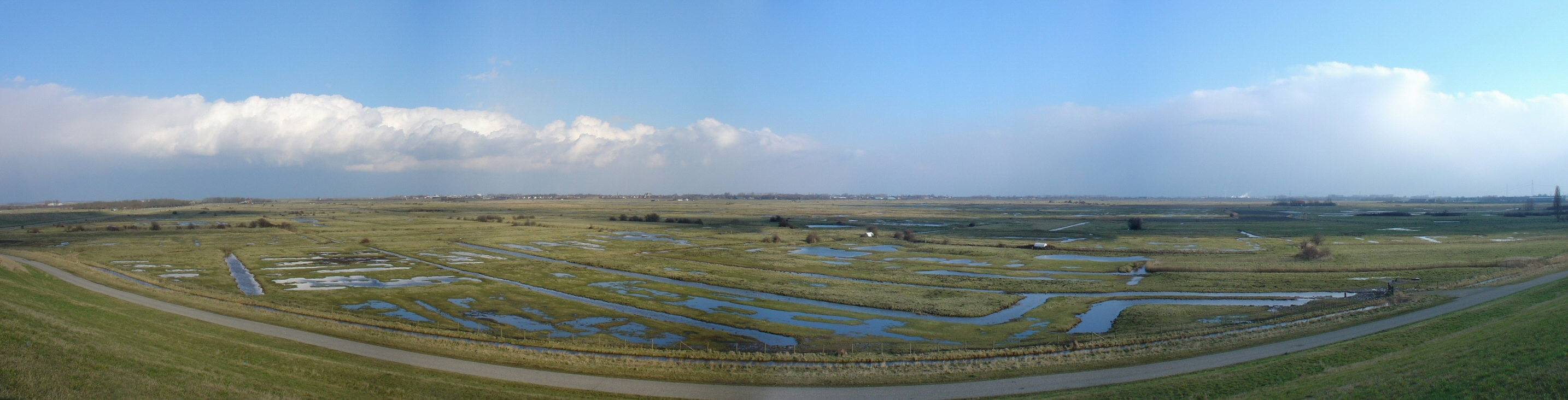
Yerseke Moer

In de middeleeuwen zijn de moeren op grote schaal weggegraven ten behoeve van de zoutwinning: de zogenaamde moernering. De moernering of het darink delven was het naar de oppervlakte brengen van de moer op de schorren, die bijna overal was afgedekt door een dikke laag klei. De darink werd te drogen gelegd op bergjes van weggegraven bovengrond om het moerwerk heen, of op een ‘moerdijk’, een aangelegd dijkje. De moer werd vervolgens verbrand en de as van de turf vervoerd naar speciale inrichtingen, de zoutketen. In de zoutketen werd de as vermengd met zout water en droog gekookt (gezoden) in grote pannen. Het zout gebruikte men als tafelzout en als conserveringsmiddel.
Door de moernering ontstond een typerend reliëf, dat vroeger algemeen in het Zeeuwse "oudland" te vinden was.
Aan de vroegere zoutwinning, de moernering, heeft de Yerseke Moer haar naam te danken.
Door de grote variatie aan bodemfactoren en de lokaal optredende zoute kwel zijn wel tien verschillende vegetatietypen te onderscheiden: zoete en zilte graslanden en ook pioneergemeenschappen.
In het gebied is dwars door de weilanden een wandelroute uitgezet die, gedurende een deel van het jaar, vrij toegankelijk is.

## Flora en Fauna

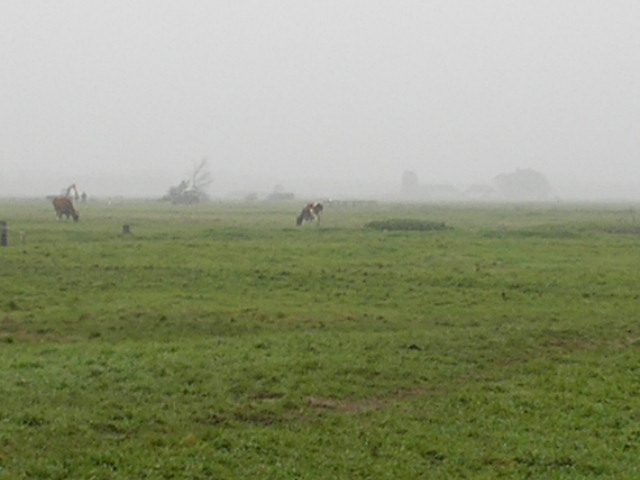
Yerseke Moer

Er is een grote variatie aan planten, zoals:
- Kamgras
- Veldgerst
- Kortarige zeekraal
- Zilte rus
- Deens Lepelblad
- Perzikkruid
- Kleine leeuwentand

Vooral aan vogels is het gebied zeer rijk. In de winter foerageren er duizenden ganzen.
Vogelsoorten die kunnen worden aangetroffen zijn:
- Brandgans
- Tureluur
- Kemphaan
- Kleine rietgans
- Kramsvogel
- Kolgans
- Rotgans
- Slechtvalk
- Smient
- Lepelaar

## Bescherming
Het gebied is, samen met de Kapelse Moer aan de westkant van het kanaal, beschermd onder de Vogelrichtlijn, sinds 2000, als "Speciale beschermingszone". Met name het aanwezig zijn van kolganzen heeft hieraan bijgedragen. Sinds 14 maart 2011 vormt de Yerseke Moer samen met de Kapelse Moer het Natura 2000-gebied Yerseke en Kapelse Moer.